# Campeonato Brasileño de Fútbol Femenino - Serie A3
El Campeonato Brasileño de Fútbol Femenino - Serie A3, también llamado Brasileirão Femenino - Serie A3 es una competición brasileña de fútbol femenino profesional entre clubes de Brasil que comenzó a ser disputada en 2022. Es la Tercera División del Campeonato Brasileño de Fútbol Femenino. Los cuatro mejores equipos ascienden a la Serie A2. 
En su primera edición, se jugó en cinco rondas eliminatorias disputada por 32 equipos, definidos de acuerdo a las posiciones en los campeonatos estatales de la temporada anterior. De esta forma, la competencia cuenta con representantes de todas las unidades federativas del país.

## Historia
El 18 de mayo de 2021, la CBF confirmó para el calendario 2022 la creación de la Serie A3, equivalente a la tercera división del campeonato nacional. Para facilitar la nueva competición, el número de participantes en la Serie A2 se ha reducido de 36 a 16. Este fue otro movimiento para fortalecer el calendario del deporte y, en consecuencia, fomentar el ingreso de nuevos equipos a la competencia nacional y aumentar el mercado laboral para las jugadoras.

## Palmarés
| Año  | Campeón       | Final Resultado | Subcampeón     |
| ---- | ------------- | --------------- | -------------- |
| 2022 | AD Taubaté    | 0:2 3:0         | 3B da Amazônia |
| 2023 | Mixto         | 2:0             | Remo           |
| 2024 | Vasco da Gama | 2:1 0:0         | Paysandu       |

## Títulos por equipo
| Club           | Títulos | Subtítulos | Años campeón | Años subcampeón |
| -------------- | ------- | ---------- | ------------ | --------------- |
| AD Taubaté     | 1       | 0          | 2022         | ----            |
| Mixto          | 1       | 0          | 2023         | ----            |
| Vasco da Gama  | 1       | 0          | 2024         | ----            |
| 3B da Amazônia | 0       | 1          | ----         | 2022            |
| Remo           | 0       | 1          | ----         | 2023            |
| Paysandu       | 0       | 1          | ----         | 2024            |

### Títulos por estado
| Estado         | Títulos | Subtítulos |
| -------------- | ------- | ---------- |
| São Paulo      | 1       | 0          |
| Mato Grosso    | 1       | 0          |
| Río de Janeiro | 1       | 0          |
| Pará           | 0       | 2          |
| Amazonas       | 0       | 1          |

## Goleadoras
| Año  | Jugadora      | Club          | Goles |
| ---- | ------------- | ------------- | ----- |
| 2022 | Ingrid        | Toledo        | 7     |
| 2023 | Bia Batista   | Mixto         | 10    |
| 2024 | Maria Vitória | Vasco da Gama | 13    |

## Ascensos y descensos por año
| Año  | Descendidos de la Serie A2                  | Ascendidos a la Serie A2                         |
| ---- | ------------------------------------------- | ------------------------------------------------ |
| 2022 | Vasco da Gama Iranduba CEFAMA Aliança/Goiás | AD Taubaté 3B da Amazônia Sport Recife Vila Nova |
| 2023 | Vila Nova Botafogo-PB ESMAC CRESSPOM        | Mixto Remo Juventude VF4                         |
| 2024 | UDA VF4 Doce Mel Recanto Interativo         | Vasco da Gama Paysandu Vitória Ação              |